# Второе правительство Тополанка
Второе правительство Мирка Тополанка (чеш. Druhá vláda Mirka Topolánka) — 9-е коалиционное правительство Чешской Республики во главе с Мирком Тополанком. Было приведено к присяге 4 сентября 2006 года. Получило доверие парламента на заседании 19 января 2007 года.

## Общие сведения

Логотип председательства Чехии в Европейском совете

Второе правительство, которое было поручено сформировать и возглавить Мирку Тополанку. В него вошли представители христианских демократов и партии зелёных, и благодаря негласной поддержке некоторых депутатов избранных от социал-демократической партии, имело необходимое большинство в парламенте.
Одной из задач правительства, которая была поставлена, была успешная подготовка и проведение председательства Чехии в Совете Европейского союза в первой половине 2009 года. Для этого было учрежден новый пост в правительстве, министр по европейским делам, который возглавил Александр Вондра, занимавший пост министра иностранных дел в первом правительстве Тополанка. Новым министром иностранных дел стал Карел Шварценберг, которого на этот пост номинировала Партия зелёных.
Правительство, неоднократно, проходила процедуру вынесения недоверия в парламенте. И лишь пятый раз оказался успешным. На заседании 24 марта 2009 года, парламент выразил правительству недоверие. Это было первое правительство в истории Чешской Республики, которое было свергнуто вотумом недоверия в Палате депутатов. Против продолжения функционирования правительства высказались не только депутаты социал-демократы, коммунисты, но также два депутата правящей ODS и два, ранее покинувших партию зелёных.
Политологи считают, что падение правительства окончательно привело к упадку модели двух сильных партий на политическом поле (правой ODS и левой ČSSD) и дало простор к возникновению и росту новых партий (например правоцентристская TOP 09, либеральная Чешская пиратская партия, популистские Дела общественные, ANO 2011 и другие).

## Состав кабинета
| Министерство (должность)                                 | Имя                | Начало полномочий | Конец полномочий | Партия                  | Партия                         |
| Председатель Правительства                               | Мирек Тополанек    | 8 ноября 2006     | 8 мая 2009       |                         | ODS                            |
| Первый вице-председатель                                 | Иржи Чунек         | 8 января 2007     | 23 января 2009   |                         | KDU-ČSL                        |
| Власта Парканова                                         | 23 января 2009     | 8 мая 2009        |                  | KDU-ČSL                 |                                |
| Вице-председатель, министерство труда и социальных дел   | Петр Нечас         | 4 января 2007     | 8 мая 2009       |                         | ODS                            |
| Вице-председатель, министерство окружающей среды         | Мартин Бурсик      | 4 января 2007     | 8 мая 2009       |                         | Партия зелёных                 |
| Министерство внутренних дел                              | Иван Лангер        | 4 января 2007     | 8 мая 2009       |                         | ODS                            |
| Министерство регионального развития                      | Иржи Чунек         | 4 января 2007     | 7 ноября 2007    |                         | KDU-ČSL                        |
| Милан Пучек (врио)                                       | 7 ноября 2007      | 12 ноября 2007    |                  | Беспартийный от KDU-ČSL |                                |
| Иржи Вачкарж (врио)                                      | 12 ноября 2007     | 1 апреля 2008     |                  | Беспартийный от KDU-ČSL |                                |
| Иржи Чунек                                               | 1 апреля 2008      | 23 января 2009    |                  | KDU-ČSL                 |                                |
| Цирил Свобода                                            | 23 января 2009     | 8 мая 2009        |                  | KDU-ČSL                 |                                |
| Министерство здравоохранения                             | Томаш Юлинек       | 8 января 2007     | 23 января 2009   |                         | ODS                            |
| Даниела Филиппова                                        | 23 января 2009     | 8 мая 2009        |                  | ODS                     |                                |
| Министерство финансов                                    | Мирослав Калоусек  | 8 января 2007     | 8 мая 2009       |                         | KDU-ČSL                        |
| Министерство иностранных дел                             | Карел Шварценберг  | 8 января 2007     | 8 мая 2009       |                         | Беспартийный от Партии зелёных |
| Министерство юстиции                                     | Иржи Поспишил      | 8 января 2007     | 8 мая 2009       |                         | ODS                            |
| Министерство культуры                                    | Гелена Тржештикова | 8 января 2007     | 26 января 2007   |                         | Беспартийная от KDU-ČSL        |
| Вацлав Йегличка                                          | 26 января 2007     | 8 мая 2009        |                  | KDU-ČSL                 |                                |
| Министерство промышленности и торговли                   | Мартин Ржиман      | 8 января 2007     | 8 мая 2009       |                         | ODS                            |
| Министерство сельского хозяйства                         | Петр Гандалович    | 8 января 2007     | 8 мая 2009       |                         | ODS                            |
| Министерство образования, молодёжи и физической культуры | Дана Кухтова       | 8 января 2007     | 4 октября 2007   |                         | Партия зелёных                 |
| Мартин Бурсик (врио)                                     | 4 октября 2007     | 4 ноября 2007     |                  | Партия зелёных          |                                |
| Ондржей Лишка                                            | 4 ноября 2007      | 8 мая 2009        |                  | Партия зелёных          |                                |
| Министерство обороны                                     | Власта Парканова   | 8 января 2007     | 8 мая 2009       |                         | KDU-ČSL                        |
| Министерство транспорта                                  | Алеш Ржебичек      | 8 января 2007     | 23 января 2009   |                         | ODS                            |
| Петр Бендл                                               | 23 января 2009     | 8 мая 2009        |                  | ODS                     |                                |
| Министерство информатики                                 | Иван Лангер        | 8 января 2007     | 1 июня 2007      |                         | ODS                            |

### Министры без портфеля
| Министерство (должность)                        | Имя                | Начало полномочий | Конец полномочий | Партия                         | Партия         |
| Вице-председатель, министр по европейским делам | Александр Вондра   | 8 января 2007     | 8 мая 2009       |                                | ODS            |
| Министр по правам человека и меньшинств         | Джамила Стегликова | 8 января 2007     | 23 января 2009   |                                | Партия зелёных |
| Михаэл Коцаб                                    | 23 января 2009     | 8 мая 2009        |                  | Беспартийный от Партии зелёных |                |
| Министр — председатель Законодательного совета  | Цирил Свобода      | 8 января 2007     | 23 января 2009   |                                | KDU-ČSL        |
| Павел Свобода                                   | 23 января 2009     | 8 мая 2009        |                  | KDU-ČSL                        |                |